# Campionato turco di scacchi
Il Campionato turco di scacchi (in turco Türkiye Satranç Şampiyonası) si gioca dal 1962 in Turchia per determinare il campione nazionale di scacchi. Dal 1971 si gioca anche il campionato femminile.
È organizzato dalla Federazione turca di scacchi (Türkiye Satranç Federasyonu).

## Albo dei vincitori
| Anno | Vincitore           |
| ---- | ------------------- |
| 1962 | Nevzat Süer         |
| 1963 | Nevzat Süer         |
| 1964 | Nevzat Süer         |
| 1965 | Nevzat Süer         |
| 1966 | Siracettin Bilyap   |
| 1967 | İsmet İbrahimoğlu   |
| 1968 | Nevzat Süer         |
| 1969 | Nevzat Süer         |
| 1970 | İsmet İbrahimoğlu   |
| 1971 | İsmet İbrahimoğlu   |
| 1972 | Ferit Boysan        |
| 1973 | Nevzat Süer         |
| 1974 | İlhan Onat          |
| 1975 | İlhan Onat          |
| 1976 | Feridun Öney        |
| 1977 | Ergun Gümrükçüoğlu  |
| 1978 | Turhan Yılmaz       |
| 1979 | Turhan Yılmaz       |
| 1980 | Ergun Gümrükçüoğlu  |
| 1981 | Suat Soylu          |
| 1982 | İlhan Onat          |
| 1983 | Adnan Şendur        |
| 1984 | Can Yurtseven       |
| 1985 | Ateş Ülker          |
| 1986 | Turhan Yılmaz       |
| 1987 | Suat Atalık         |
| 1988 | Suat Atalık         |
| 1989 | Turhan Yılmaz       |
| 1990 | Cem Karadağ         |
| 1991 | Hakan Erdoğan       |
| 1992 | Hakan Han           |
| 1993 | Can Arduman         |
| 1994 | Can Arduman         |
| 1995 | Ali İpek            |
| 1996 | Can Arduman         |
| 1997 | Can Arduman         |
| 1998 | Can Arduman         |
| 1999 | Umut Atakişi        |
| 2000 | Tamer Karatekin     |
| 2001 | Umut Atakişi        |
| 2002 | Can Arduman         |
| 2003 | Kıvanç Haznedaroğlu |
| 2004 | Turhan Yılmaz       |
| 2005 | Umut Atakişi        |
| 2006 | Mikhail Gurevich    |
| 2007 | Suat Atalık         |
| 2008 | Mikhail Gurevich    |
| 2009 | Mustafa Yılmaz      |
| 2010 | Oğulcan Kanmazalp   |
| 2011 | Emre Can            |
| 2012 | Dragan Šolak        |
| 2013 | Dragan Šolak        |
| 2014 | Alexander Ipatov    |
| 2015 | Alexander Ipatov    |
| 2016 | Mert Erdoğdu        |
| 2017 | Mustafa Yılmaz      |
| 2018 | Cemil Gülbaş        |
| 2019 | Vahap Şanal         |
| 2020 | Vahap Şanal         |
| 2021 | Mert Yılmazyerli    |
| 2022 | Mustafa Yılmaz      |
| 2023 | Mert Yılmazyerli    |

| Anno | Vincitrice            |
| ---- | --------------------- |
| 1971 | Muzaffer Onaran       |
| 1972 | Linda Çakır           |
| 1973 | Gülümser Yılmaz       |
| 1974 | Gülümser Yılmaz       |
| 1975 | Gülümser Yılmaz       |
| 1976 | Gülümser Yılmaz       |
| 1977 | Gülümser Yılmaz       |
| 1978 | Gülümser Yılmaz       |
| 1979 | Gülümser Yılmaz       |
| 1980 | Joan Arbil            |
| 1981 | Gülümser Yılmaz       |
| 1982 | Gülümser Yılmaz       |
| 1983 | Gülsevil Yılmaz       |
| 1984 | Gülümser Yılmaz       |
| 1985 | Nimet Yardımcı        |
| 1986 | Gülümser Yılmaz       |
| 1987 | Nilüfer Çinar Çorlulu |
| 1988 | Nilüfer Çinar Çorlulu |
| 1989 | Nilüfer Çinar Çorlulu |
| 1990 | Nilüfer Çinar Çorlulu |
| 1991 | Nilüfer Çinar Çorlulu |
| 1992 | Nilüfer Çinar Çorlulu |
| 1993 | Sevinç Dalak          |
| 1994 | Fatmanur Öney         |
| 1995 | Fatmanur Öney         |
| 1996 | Emine Sanlı           |
| 1997 | Burcu Korkmaz         |
| 1998 | Emine Sanlı           |
| 1999 | Nilüfer Çinar Çorlulu |
| 2000 | Nilüfer Çinar Çorlulu |
| 2001 | Nilüfer Çinar Çorlulu |
| 2002 | Betul Cemre Yildiz    |
| 2003 | Betul Cemre Yildiz    |
| 2004 | Betul Cemre Yildiz    |
| 2005 | Betul Cemre Yildiz    |
| 2006 | Betul Cemre Yildiz    |
| 2007 | Zehra Topel           |
| 2008 | Ekaterina Atalik      |
| 2009 | Betul Cemre Yildiz    |
| 2010 | Betul Cemre Yildiz    |
| 2011 | Betul Cemre Yildiz    |
| 2012 | Kubra Ozturk          |
| 2013 | Betul Cemre Yildiz    |
| 2014 | Betul Cemre Yildiz    |
| 2015 | Betul Cemre Yildiz    |
| 2016 | Ekaterina Atalik      |
| 2017 | Betul Cemre Yildiz    |
| 2018 | Ekaterina Atalik      |
| 2019 | Betul Cemre Yildiz    |
| 2020 | Ekaterina Atalik      |
| 2021 | Ekaterina Atalık      |
| 2022 | Ekaterina Atalık      |
| 2023 | Ceren Tırpan          |

## Campione di scacchi per corrispondenza
1. Murat Akdag (2007-2009)  [6]
2. Nejdet Esen (2008-2011)  [7]
3. Nejdet Esen (2010-2012)  [8]
4. Aziz Serhat Kural (2014-2016) [9]
5. Tolgay pekin (2020-2022)  [10]